# Igor de Souza Fonseca
Igor de Souza Fonseca, mais conhecido como Igor ou Igor de Souza (Maceió, 12 de fevereiro de 1980), é um futebolista brasileiro que atua como atacante.[carece de fontes?] Atualmente joga pelo Club Deportivo La Virgen del Camino na Espanha.

## Carreira
Igor viveu em Portugal desde seus 7 anos de idade. Foi aonde apareceu para o futebol atuando no Maia, da segunda divisão lusa. Posteriormente, ele jogou duas temporadas completas na Primeira Liga, com Sporting Braga e Vitória de Setúbal. Pelo Vitória de Setúbal, ajudou a equipe a conquistar o título da Taça de Portugal, e a terminar a temporada em 5o lugar na Primeira Liga. Seu maior feito pelo Vitória de Setúbal veio na Taça de Portugal, quando ele marcou o gol que deu a vitória à sua equipe e passaem às meias-finais.
Depois, passou por outros clubes portugueses, espanhóis e também grego.
Em 2008, teve sua primeira experiência no futebol brasileiro, ao ser cedido por empréstimo ao Ipatinga, que, aquela temporada, disputava a 1a divisão do futebol nacional.
Em 2013, disputou a Superliga da Grécia com o Panthrakikos FC.

## Títulos
Vitória de Setúbal
- Taça de Portugal de 2004–05.[9][10][11]

## Prêmio individual
FC Maia
- Liga de Honra de 2002–03: 20 gols (Melhor marcador)